# Sila teža
Sila teža je rezultanta privlačna sila Zemlje i centrifugalne sile zbog Zemljine rotacije. Polje teže pregledno se može prikazati plohama jednakih vrijednosti potencijala teže koje se zovu ekvipotencijalne nivo-plohe. Geoid je po volji odabrana ekvipotencijalna nivo-ploha, koja prolazi određenom točkom srednje razine mora; u prvom približenju može se geoid predočiti rotacijskim nivo-sferoidom – algebarskom plohom višega reda koja je simetrična prema ekvatoru, a u drugom približenju rotacijskim elipsoidom. Sila teža određuje se apsolutno takozvanim reverzijskim njihalima, a relativno njihalima konstante duljine i statičkim gravimetrima.

## Gravitacija
Gravitacija je jedna je od četiriju osnovnih sila (fundamentalne interakcije). Gravitacija (prema lat. gravitas: težina) je sila uzajamnog privlačenja između masa. Po Isaacu Newtonu, gravitacija je osnovno svojstvo mase. Sila teža samo je jedan specijalan slučaj općega zakona gravitacije, ona je rezultanta privlačne sile Zemlje (gravitacije) i centrifugalne sile zbog Zemljine rotacije. Po Albertu Einsteinu, gravitacija je posljedica zakrivljenosti prostora. 
Newtonov zakon gravitacije ili opći zakon gravitacije iskazuje da se svaka dva tijela privlače uzajamno silom koja je razmjerna umnošku njihovih masa, a obrnuto proporcionalna kvadratu njihove međusobne udaljenosti:
{\displaystyle F=G\cdot {\frac {m_{1}\cdot m_{2}}{r^{2}}}\ }
gdje je:
- F - uzajamna sila privlačenja između dva tijela (kg), i vrijedi F = F1 = F2,
- G - univerzalna gravitacijska konstanta koja otprilike iznosi 6,67428 × 10−11 N m2 kg−2,
- m1 - masa prvog tijela (kg),
- m2 - masa drugog tijela (kg), i
- r - međusobna udaljenost između središta dva tijela (m).

## Centrifugalna sila
Centrifugalna sila je sila koja nastoji odbaciti tijelo od središta gibanja (centrifugalan je onaj koji se pomiče ili bježi iz središta ili centra). To je sila reakcije na centripetalnu silu, to jest silu koja prisiljava tijelo da se giba oko nekog središta. Po veličini je jednaka centripetalnoj sili, ali suprotna je smjera; hvatišta obiju sila različita su pa se one ne mogu sastaviti u rezultantu. Veličina centrifugalne sile Fc raste s porastom mase tijela m i kvadratom njegove obodne brzine v, a smanjuje se s povećanjem polumjera kružnice r: 
{\displaystyle F_{c}=m\cdot {\frac {v^{2}}{r}}}
Spljoštenost Zemlje (njezino ispupčenje na ekvatoru), a djelomično i smanjenje ubrzanja zemljine sile teže na ekvatoru posljedica su djelovanja centrifugalne sile, koju uzrokuje vrtnja ili rotacija Zemlje.